# Gustaf Johan Billberg
Gustaf Johan Billberg (Karlskrona, 14 giugno 1772 – Stoccolma, 26 novembre 1844) è stato un botanico, zoologo e anatomista svedese, anche se professionalmente e per formazione era un avvocato e usava la scienza e la biologia come avocazione. Il genere di piante Billbergia fu così chiamato in suo onore da Carl Peter Thunberg..

## Biografia
Nel 1790 ottenne la laurea in legge all'Università di Lund, lavorando poi come revisore dei conti alla camera di revisione di Stoccolma dal 1793. Nel 1798 divenne membro del consiglio amministrativo della contea (landskamrerare) a Visby. Nel 1808 tornò a Stoccolma, dove dal 1812 al 1837, servì come membro della corte amministrativa (kammarrättsråd). Fu promosso nel 1824 a capo del ministero del consiglio delle dogane (generaltullstyrelsen).
Nel 1812, acquistò il diritto di pubblicazione della preziosa opera Svensk Botanik dal patrimonio di Johan Wilhelm Palmstruch. Successivamente preparò due parti per la pubblicazione durante il 1812-1819. Fu eletto membro dell'Accademia reale svedese delle scienze (Kungliga Vetenskapsakademien) nel 1817.

## Opere
Billberg fu autore delle seguenti opere:
- Monographia mylabridum (1813)[4]
- Ekonomisk botanik (1815)[5]
- Enumeratio insectorum in museo (1820)[6]
- Synopsis Faunae Scandinaviae (1827)[7]

| Billb. è l'abbreviazione standard utilizzata per le piante descritte da Gustaf Johan Billberg. Consulta l'elenco delle piante assegnate a questo autore dall'IPNI. |

| Billberg è l'abbreviazione standard utilizzata per le specie animali descritte da Gustaf Johan Billberg. Categoria:Taxa classificati da Gustaf Johan Billberg |